# Стампалоне (Терамо)
Стампалоне (итал. Stampalone) је насеље у Италији у округу Терамо, региону Абруцо.
Према процени из 2011. у насељу је живело 77 становника. Насеље се налази на надморској висини од 91 м.